# Socjalistyczna Republika Serbii
Socjalistyczna Republika Serbii (serb.-chorw. Социјалистичка Република Србија / Socijalistička Republika Srbija) – jedna z sześciu republik wchodzących w skład Socjalistycznej Federalnej Republiki Jugosławii; stolica mieściła się w Belgradzie; na jej terytorium znajdowały się 2 autonomiczne prowincje: Socjalistyczna Prowincja Autonomiczna Kosowo i Socjalistyczna Prowincja Wojwodina.

## Historia
Utworzona w 1943 roku jako Ludowa Republika Serbii (serb.-chorw. Narodna Republika Srbija). 31 stycznia 1946 weszła w skład Socjalistycznej Federalnej Republiki Jugosławii. 7 lipca 1963 jej nazwę zmieniono na Socjalistyczna Republika Serbii. 27 kwietnia 1992 roku wraz z SR Czarnogóry utworzyła Federalną Republikę Jugosławii.